# آزار و اذیت زنان (طعنه زدن حوا)
آزار و اذیت زنان یا تمسخر حوا یا طعنه زدن حوا یک حسن تعبیر است که عمدتاً در جامعه انگلیسی هندی زبان اتفاق می‌افتد و برای آزار و اذیت جنسی عمومی یا تجاوز جنسی به زنان توسط مردان استفاده می‌شود. نام «حوا» به داستان خلقت کتاب مقدس در مورد آدم و حوا اشاره دارد. این یک مشکل مربوط به بزهکاری در جوانان مرد در نظر گرفته می‌شود، و نوعی از پرخاشگری جنسی است که شدت آن از اظهارات وسوسه انگیز جنسی در مکان‌های عمومی و آزار خیابانی، تا دست‌مالی را در بر می‌گیرد.
کمیسیون ملی زنان هند پیشنهاد کرده‌است که این عبارت فقط برای بی‌اهمیت جلوه دادن جدیت جرم است و باید با اصطلاح مناسب تری جایگزین شود. آنها استدلال می‌کنند که با توجه به ریشه‌های معنایی این اصطلاح در انگلیسی هندی، کنایه کردن حوا به ماهیت وسوسه‌انگیز حوا اشاره دارد و مسئولیت را به‌عنوان یک طعنه جذاب بر عهده زن می‌گذارد.
مانند اکثر اشکال آزار و اذیت شخصی، اثبات آزار جنسی از نظر قانونی بسیار دشوار است، زیرا مرتکبین اغلب روش‌های عمداً محتاطانه‌ای برای آزار و اذیت زنان ابداع می‌کنند، اگرچه طعنه زدن حوا معمولاً در مکان‌های عمومی، خیابان‌ها و وسایل نقلیه عمومی رخ می‌دهد. برخی از کتاب‌های راهنمای منطقه به گردشگران زن هشدار می‌دهند که با پوشیدن لباس‌های متواضعانه و محافظه کارانه توجه این گونه مردان را به خود جلب نکنند. با این حال، این شکل از آزار و اذیت توسط زنان هندی و خارجی با پوشش محافظه کار نیز گزارش شده‌است.

## پیشینه
این مشکل برای اولین بار در دهه ۱۹۷۰ در هند مورد توجه عموم و رسانه‌ها قرار گرفت. در دهه‌های بعدی، زنان بیشتری شروع به تحصیل در کالج و کار مستقل کردند، به این معنی که آنها اغلب دیگر با یک همراه مرد مانند آنچه معمول در جامعه سنتی بود همراه نبودند. در پاسخ، با وجود این که در فرهنگ‌های دیگر که زنان هر طور که می‌خواهند می‌آیند و می‌روند، این مسئله به ابعاد نگران‌کننده‌ای افزایش یافت. به زودی دولت هند مجبور شد اقدامات اصلاحی، قضایی و اجرای قانون، برای مهار این عمل انجام دهد. تلاش‌هایی برای حساس کردن پلیس در مورد این موضوع انجام شد و پلیس شروع به جمع‌آوری تیزرهای حوا کرد. استقرار افسران پلیس زن با لباس شخصی برای این منظور مؤثر بوده‌است. از دیگر اقدامات پلیس در ایالت‌ها و قلمروهای هند، راه اندازی خطوط کمکی اختصاصی زنان در شهرهای مختلف، ایستگاه‌های پلیس متشکل از زنان و اداره شهربانی ویژه پلیس بود.
همچنین در این دوره افزایش چشمگیری در تعداد زنانی که برای گزارش موارد آزار و اذیت جنسی به دلیل تغییر افکار عمومی علیه این عمل مراجعه می‌کردند، مشاهده شد. علاوه بر این، شدت این حوادث نیز افزایش یافت و در برخی موارد منجر به اسیدپاشی شد که به نوبه خود منجر به این شد که ایالت‌هایی مانند تامیل نادو آن را به عنوان یک جرم غیرقابل وثیقه تبدیل کنند. تعداد سازمان‌های زنان و کسانی که برای حقوق زنان کار می‌کنند نیز افزایش یافت و در این دوره گزارش‌ها از عروس سوزی افزایش یافت. افزایش تعداد حوادث خشونت‌آمیز مربوط به زنان به این معنی بود که نگرش‌های قبلی نسبت به حقوق زنان باید مورد بازنگری و حمایت قانون قرار می‌گرفت. در سال‌های آتی، سازمان‌های خاصی نقش کلیدی در لابی‌گری برای تصویب قوانینی داشتند که برای محافظت از زنان در برابر رفتارهای تهاجمی در برابر غریبه‌ها طراحی شده بود، از جمله «لایحه منع طعنه‌زنی دهلی در سال ۱۹۸۴».
مرگ یک دانشجوی دختر، ساریکا شاه، در چنای در سال ۱۹۹۸، منجر به ایجاد برخی قوانین سختگیرانه برای مقابله با این مشکل در جنوب هند شد. پس از طرح اتهامات قتل، حدود نیمی از گزارش‌های خودکشی به فشارهای ناشی از این رفتار نسبت داده شده‌است. در فوریه ۲۰۰۹، دانشجویان دختر دانشگاه مهاراجا سایاجیرائو در وادودارا، پس از اظهار نظرهای زننده دربارهٔ دانشجوی دختری که در خوابگاه مورد آزار و اذیت قرار گرفته بود، به چهار مرد جوان در نزدیکی دانشکده علوم اجتماعی و خانواده حمله کردند.
بسیاری از موارد دیگر به دلیل ترس از انتقام و قرار گرفتن در معرض شرم عمومی گزارش نمی‌شوند. در برخی موارد پلیس متخلفان را پس ازخوارساختن عمومی از طریق مجازات مورگا رها می‌کند. در سال ۲۰۰۸، دادگاه دهلی به یک جوان ۱۹ ساله که در حال اظهارات زننده به زنان در حال عبور بود دستور داد تا ۵۰۰ برگه دستی بین جوانان خارج از مدارس و کالج‌ها توزیع کند که در آن عواقب رفتار ناشایست توضیح داده شده بود.

## تصویرسازی در فرهنگ عامه
برخی از تصویرها در سینمای هند، کنایه‌های ملایم را به عنوان بخشی از آغاز معاشقه آمیز یک خواستگاری، همراه با همراهی معمول آهنگ و رقص نشان می‌دهد، که همیشه منجر به تسلیم شدن قهرمان در پایان آهنگ می‌شود. مردان جوان تمایل دارند از نمونه ای که به شکلی بی عیب و نقص روی صفحه نمایش داده شده‌است تقلید کنند. اصطلاح رومئوس کنار جاده حتی در رومئو کنار جاده (۲۰۰۷) مورد استفاده قرارگرفت.
همچنین مکرراً به تصویر کشیده شده‌است که وقتی دختری به این شکل مسخره می‌شود، قهرمان می‌آید و برای محافظت از او و «دفاع از ناموسش» مجرم را مورد ضرب و شتم قرار می‌دهد، مانند فیلم‌های زبان تلوگو ماه عسل، ماگادیرا و پرواز، و همچنین فیلم هندی تحت تعقیب. امروزه این موضوع در سریال آبکیتلویزیونی هندی مانند احتیاط هند و گشت جنایی نیز به چشم می‌خورد.

## رسیدگی حقوقی

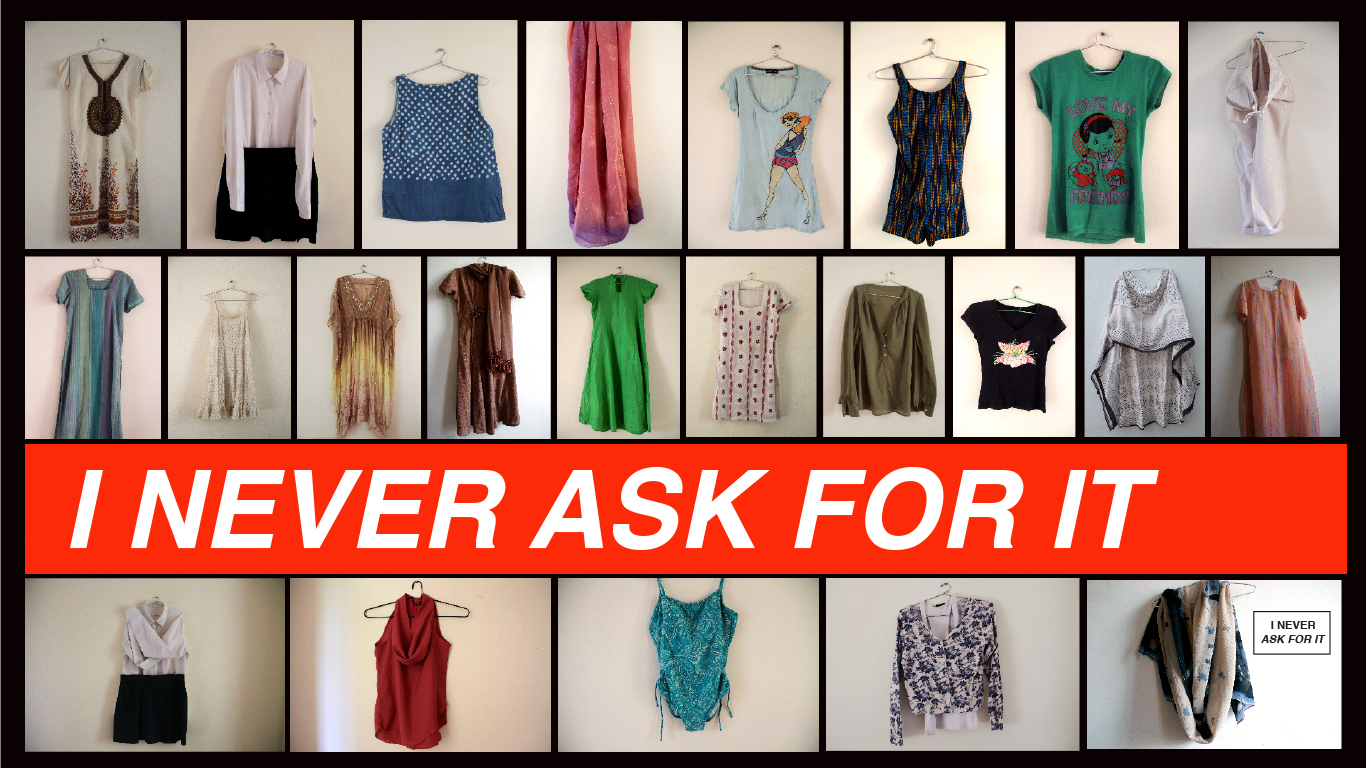
کمپین «من هرگز آن را نمی‌خواهم»، سازمان‌دهی شده توسط بلانک نویز ، که به طعنه و خشونت توجیه‌شده از طریق سرزنش، در فضاها و با تجربه هویت‌های چندگانه زنان در هند می‌پردازد.

اگرچه در قوانین هند از اصطلاح طعنه زدن حوا استفاده نمی‌شود، قربانیان معمولاً از طریق بخش ۲۹۴ قانون مجازات هند، که مردی را به جرم اینکه دختر یا زن را هدف حرکات، سخنان، زشت و ناپسند قرار داده‌است، محکوم می‌کند. بخش 292 IPC به وضوح بیان می‌کند که نمایش تصاویر، کتاب‌ها یا اوراق مستهجن به یک زن یا دختر منجر به جریمه با دو سال حبس برای اولین متخلفان می‌شود. در صورت تکرار تخلف، مجرم ممکن است به جریمه با پنج سال حبس محکوم شود. طبق بند ۵۰۹ قانون مجازات اسلامی، حرکات زننده، زبان بدن زشت و اظهار نظرهای منفی به هر زن یا دختر یا نمایش دادن هر شیئی که به حریم خصوصی زن وارد شود، یک سال حبس یا جزای نقدی یا هر دو را در پی دارد. قانون کیفری (اصلاح) سال ۲۰۱۳ تغییراتی را در قانون مجازات هند ایجاد کرد و آزار جنسی را طبق بخش ۳۵۴ الف به عنوان یک جرم آشکار تبدیل کرد که مجازات آن تا سه سال حبس یا جریمه است. این اصلاحیه همچنین بخش‌های جدیدی را معرفی کرد که اعمالی مانند درآوردن لباس زن بدون رضایت، تعقیب و اعمال جنسی توسط شخص مسئول را جرم محسوب می‌کند. همچنین اسیدپاشی را به عنوان یک جرم خاص با مجازات حبس حداقل ۱۰ سال و تا حبس ابد و جزای نقدی تبدیل کرد.
در سال 1988 کمیسیون ملی زنان نیز قانون شماره ۹ طعنه حوا (قانون جدید)  را پیشنهاد کرد. پارلمان هند قانون آزار و اذیت جنسی زنان در محل کار (پیشگیری، ممنوعیت و جبران خسارت) را در سال ۲۰۱۳ به تصویب رسانده‌است که در بیشتر محیط‌های کار از کارگران زن حمایت می‌کند. این قانون از ۹ دسامبر ۲۰۱۳ لازم الاجرا شد.

## پاسخ عمومی

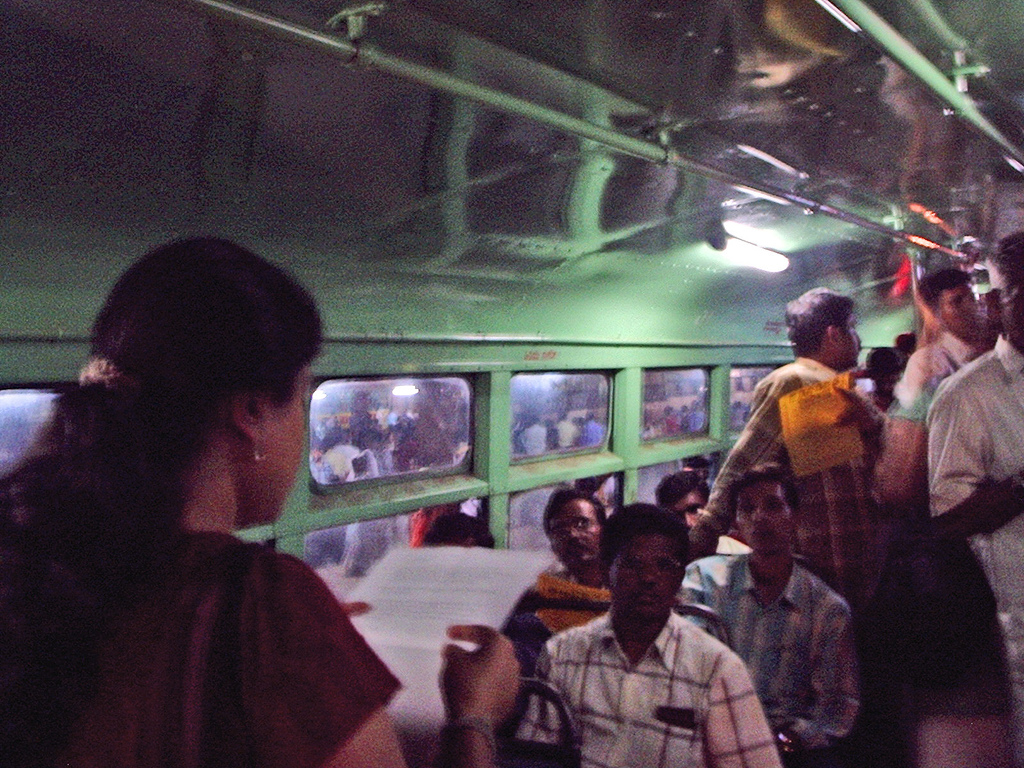
مداخله پروژه بلانک نویز در ایستگاه اتوبوس کمپگودا، در برابر یک مورد طعنه زدن حوا

نیربهایا کارناتاکا (کارناتاکای بی‌باک) ائتلافی از افراد و گروه‌های بسیاری از جمله انجمن قانون جایگزین، بلانک نویز، مارا، انجمن گفتگو و انجمن رستگاری است. نیربهایا کارناتاکا پس از ظهور موارد طعنه زدن شبانه در دهه ۲۰۰۰، چندین کمپین آگاهی عمومی، از جمله شب را پس بگیرید، و به دنبال آن پروژه هنری عمومی دیگری با عنوان پروژه بلانک نویز (صدای خالی)، که در بنگلور در سال ۲۰۰۳ شروع شد، ترتیب داد برنامه مشابهی برای مبارزه با طعنه زدن نیز در بمبئی در سال ۲۰۰۸ انجام شد.
در دهلی، یکی از خطرناک‌ترین شهرهای هند برای زنان، وزارت توسعه زنان و کودکان در سال ۲۰۰۹ یک کمیته راهبری ایجاد کرد تا شهر را برای بازی‌های کشورهای همسود که در سال ۲۰۱۰ برگزار می‌شود آماده کند. در بمبئی، کوپه‌های قطار «خانم‌های ویژه» معرفی شده‌اند تا زنان بتوانند بدون ترس از آزار جنسی، سفر کنند. با توجه به اینکه از سال ۱۹۹۵ تعداد زنان نیازمند به سفر دو برابر شده‌است، تقاضای بسیار زیادی برای این نوع خدمات وجود دارد. امروزه در اکثر قطارهای محلی در شهرهای بزرگ، کوپه‌های مخصوص بانوان وجود دارد. متروی دهلی همچنین دارای واکن‌های منحصر به فرد زنانه است.
از سال ۲۰۱۷، راهبه‌های دروکپا آمیتابها، معروف به راهبه‌های کونگ فو، آموزش دفاع شخصی زنان را برای شهرهای لاداخ/هیمالیا آغاز کردند، اولین کلاس در صومعه همیس برگزار شد. در حالی که خواهران پس از زلزله ۲۰۱۵ گورخا در حال انجام کارهای نجات بودند، داستان‌های زیادی از زنان جوانی شنیدند که برای فرصت‌های بهتر به آنجا فرستاده شدند اما در نهایت به بردگی جنسی رفتند. همین روستاهای کوچک در ارتفاعات هیمالیا نیز در برابر راهزنی آسیب‌پذیر بودند. راهبه‌ها به عنوان بخشی از فعالیت‌های خود، با آموزش مهارت‌های جدید، از جمله دفاع شخصی و آموزش حرفه ای، به دنبال تقویت ایمنی، موقعیت و ارزش زنان در جوامع خود هستند.